# Northglenn
Northglenn é uma cidade localizada no estado americano de Colorado, no Condado de Adams e Condado de Weld. A cidade foi incorporada em 1969.

## Demografia
Em 1980, a população da cidade foi estimada em 29 847 habitantes, e em 1990, em 27 195 habitantes. Segundo o censo americano de 2000, a sua população era de 31.575 habitantes. Em 2006, foi estimada uma população de 33.045, um aumento de 1470 (4.7%).

## Geografia
De acordo com o United States Census Bureau tem uma área de
19,4 km², dos quais 19,2 km² cobertos por terra e 0,2 km² cobertos por água.

## Localidades na vizinhança
O diagrama seguinte representa as localidades num raio de 8 km ao redor de Northglenn.